# Международна хидрографска организация
Международната хидрографска организация (МХО) (на английски: International Hydrographic Organization; на френски: Organisation hydrographique internationale) е междуправителствена организация, за координация на хидрографските дейности.
Основна цел на МХО е подсигуряването, че световният океан и плавателните води са правилно проучени и описани. Това се постига чрез установяване на международни стандарти и чрез координиране на начинанията на хидрографските бюра по света.
МХО има статут на наблюдател в ООН, където е призната за компетентна власт за хидрографски изследвания и морско картографиране. Стандартите и спецификациите на МХО за хидрография и морско картографиране имат широко използване.

## История
Международната хидрографска организация е основана през 1921 г. като „Международно хидрографско бюро“ (МХБ). Сегашното име е прието през 1970 г. като част от нова международна конвенция ба МХО, приета от десет страни членки. Бившото име се използва до 8 ноември 2016 г. във връзка със секретариата на организацията. След това, последният приема името „Секретариат на МХО“. Той е съставен от избран генерален секретар и двама поддържащи директори плюс персонал от 17 души в щаб-квартирата на организацията в Монако.
През 19 век много морски държави основаван хидрографски служби, за да предоставят начини за подобряване на навигацията на търговски и военни плавателни съдове чрез публикации за морска навигация, морски карти и други услуги. Съществуват значителни разлики в хидрографските процедури и публикации. През 1889 г. се състои Международна морска конференция във Вашингтон, на която е предложено да се основе постоянна международна комисия. Подобни предложения са направени и на сесии на Международния конгрес за корабна навигация в Санкт Петербург през 1908 г. и Международната морска конференция през 1912 г.
През 1919 г. хидрографи от Великобритания и Франция си партнират във вземането на нужните стъпки, за да се свика международна конференция на хидрографите. Лондон е избран като най-удачно място за тази конференция и на 24 юли 1919 г. отваря врати Първата международна конференция, на която присъства хидрографи от 24 страни. Тема на конференцията е „Вземане под внимание целесъобразността на всичките морски държави, приемащи сходни методи за подготовка и съставяне на техните карти и хидрографски публикации; правейки резултатите най-удобни, за да се използват по-лесно; създаване на система за взаимообмен на хидрографска информация между всички държави; предоставяне на възможност за консултации и дискусии на хидрографски теми от хидрографски експерти по света“. Това все още е основната цел на МХО.
В резултат на конференцията се образува постоянна организация и се подготвят статути за нейните дейности. МХО започва дейността си през 1921 г. с 18 държави членки. Княжество Монако е избрано за седалище на организацията по предложение на принца на Монако Албер I.

## Функции
МХО развива хидрографски стандарти. Тези стандарти впоследствие се приемат и използват от 88 държави членки и други в техните проучвания, морски карти и диаграми и публикации. Почти универсалното използване на стандартите на МХО означава, че продуктите и услугите, предоставяни от местните хидрографски и океанографски служби са последователни и разпознаваеми от всички мореплаватели и други потребители.
МХО подкрепя образуването на Регионални хидрографски комисии (РХК). Всяка РХК координира проучванията и картографиранията на национално ниво в държави от всеки регион и работи като форум за адресиране на други проблеми от общ хидрографски интерес. 15 РХК плюс Хидрографската комисия в Антарктика покриват света.